# Janusz Cichocki
Janusz Cichocki (* 1955) ist ein polnischer Schauspieler, Theaterregisseur und Schauspieldozent, der vor allem in Deutschland tätig ist.

## Werdegang
Cichocki besuchte von 1973 bis 1977 die Staatliche Hochschule für Film, Fernsehen und Theater Łódź. In Deutschland war er erstmals 1992 in dem Krimidrama Die Tigerin in einer kleinen Rolle als Armenier zu sehen. Daran schlossen sich Arbeiten für Kriminalserien wie Auf eigene Gefahr, Tatort, SK Kölsch, Wolffs Revier, Balko und weitere an. 2003 wirkte der Schauspieler in zwei Episoden der Fernsehserie Lindenstraße in den Rolle des Pavel Marek mit. 2011 war er in fünf Episoden der Telenovela Sturm der Liebe als Jenö Majoré besetzt. Im selben Jahr spielte er in dem zweiteiligen deutschen Geschichtsdrama Go West – Freiheit um jeden Preis die Rolle des Oberst Svoboda. 2013 wirkte er in der Miniserie Unsere Mütter, unsere Väter als polnischer Bauer mit und 2015 in dem Filmdrama Nackt unter Wölfen, einer Literaturverfilmung nach Bruno Apitz.
Es folgten verschiedene Fernsehproduktionen wie Polizeiruf 110 (vier verschiedene Rollen), SOKO Leipzig (drei verschiedene Rollen) und Der Usedom-Krimi (Episode Winterlicht).
Cichocki arbeitete von 1985 bis 2014 Dozent für Schauspiel an der Fritz-Kirchhoff-Schauspielschule Berlin, 2000–2014 als Schauspieldozent an der Transformschauspielschule Berlin, von 2012 bis 2014 als Schauspieldozent an der Staatlichen Ballet- und Artistik-Schule Berlin.
Seit 2014 ist er Professor für Ensemble-Arbeit und Rollengestaltung am Max-Reinhardt-Seminar Wien.
2013 erlangte er einen Doktorgrad auf dem Gebiet der Theaterkünste.

## Filmographie
- 1992: Die Tigerin
- 1993: Auf eigene Gefahr (Fernsehserie, Episode Die Frau aus Deutschland)
- 1993: Tatort – Berlin – beste Lage (Fernsehreihe)
- 1994: Tatort – Geschlossene Akten
- 1996: Max Wolkenstein (Fernsehserie)
- 1997: Lea Katz – Die Kriminalpsychologin: Das wilde Kind
- 1998: Solo für Klarinette (Psychokrimi)
- 1998, 1999: Wolffs Revier (Fernsehserie, Episoden Marathon und Blutiger Schmuck)
- 1999: SK Kölsch (Krimiserie, Episode Endstation Köln)
- 2000, 2005: Der Alte (Krimiserie, Episoden Die Schwester und Die verdammte Lüge)
- 2001: Balko (Krimiserie, Episode Ein Bulle im Frauenknast)
- 2003: Natalie – Babystrich Ostblock (Fernsehfilm)
- 2003: Lindenstraße (Fernsehserie, Episoden Gladiolen und Ein netter Abend unter Freunden)
- 2005: SOKO Leipzig – Homejacking – ZDF, Regie: Oren Schmuckler
- 2006: Arme Millionäre – Alles verloren? – Regie: Peter Patzak
- 2007: Ein starkes Team – Blutige Ernte – Regie: Michael Bielawa
- 2007: SOKO Leipzig – Im Schatten des Adlers – Regie: Oren Schmuckler
- 2007: SOKO Rhein-Main – Tödlicher Marathon – Regie: Michael Bielawa
- 2008: 1:0 für das Glück – Regie: Walter Bannet
- 2010: KDD – Kriminaldauerdienst – Hoffnung – ZDF, Regie: Andreas Prochaska
- 2010: Die Kinder von Blankenese – Regie: Raymond Ley
- 2010: Go West – Freiheit um jeden Preis – Regie: Andreas Linke
- 2011: Sturm der Liebe (Telenovela)
- 2012: Polizeiruf 110 – Laufsteg in den Tod – ARD – Regie: Hans Werner
- 2013: Unsere Mütter, unsere Väter – Regie: Philipp Kadelbach
- 2015: Homesick – Kinofilm, Regie: Jakob M. Erwa
- 2015: Tatort – Der Inder – ARD, Regie: Niki Stein
- 2015: Polizeiruf 110 – Ikarus – ARD, Regie: Peter Kahane
- 2015: Nackt unter Wölfen – ARD, Regie: Philipp Kadelbach
- 2016: SOKO Leipzig – Kein Platz für Moral – ZDF, Regie: Oren Schmuckler
- 2019: Der Usedom-Krimi – Winterlicht, wiederkehrende Rolle – ARD – Regie: Uwe Janson
- 2019: Polizeiruf 110 – Tod einer Journalistin – ARD, Regie: Stephan Rick
- 2020: Der Überläufer – ARD, Regie: Florian Gallenberger
- 2024: Stralsund: Kaltes Blut

## Theater
Von 1977 bis 1985 in Polen: Staatstheater Kalisz, Staatstheater Słupsk und Staatstheater „Nowy“ in Warschau.
Von 1989 bis 2003 Teatr Kreatur Berlin.
Gastengagements: Stadttheater Fürth/DT Baracke Berlin, Volksbühne Berlin, Theater an der Parkaue Berlin, Stadttheater Bielefeld, Berliner Ensemble, Stadttheater Konstanz, Kleist-Forum Frankfurt a.d. Oder.

### Theaterregie
- „Ritt über den Bodensee“ von Peter Handke
- Die Etage Berlin „M Bloom“ aus J. Joyse, Die Etage berlin „Balance“ von Fred Apke
- Theater am Ufer Berlin „Die Sanfte“ von F. Dostojewski,
- Theater am Ufer Berlin „Mein Name ist White“ von J. Cichocki
- Theater am Ufer Berlin „Das Maß der Dinge“ von Neil LaBute
- Teatr Studio Berlin „Girlsnightout“ von Gesine Danckwart
- Teatr Studio Berlin „Schwestern“ von Theo Fransz,
- Teatr Studio Berlin „Sandkasten“ von Michal Walczak
- Teatr Studio Berlin „Toxine“ von Krzysztof Bizio
- Ballhaus Ost Berlin „Schatten“ von R. Princkert, M. Walser
- J. Genet, W. Shakespeare, Fritz-Kirchhoff Berlin „Herr Geldhab“ von A. Fredro, Staatstheater „Polski“ Stettin „Tartuffe“ von Molière, Staatstheater „Polski“ Stettin

## Auszeichnungen
- 2016: Deutscher Fernsehpreis für Nackt unter Wölfen in der Kategorie: „Bester Fernsehfilm“
- 2016: International Emmy Award Nominierung für Nackt unter Wölfen in der Kategorie: „Bester Spielfilm“